# Sulfato de chumbo(II)
Sulfato de chumbo (II), PbSO4, é um composto cristalino ou pó branco, também sendo conhecido como anglesita.
É muitas vezes visto em placas / eletrodos de baterias de carro, já que é formado quando a bateria está descarregada (quando a bateria é recarregada, o sulfato de chumbo é transformado de volta em chumbo metálico e ácido sulfúrico no terminal negativo e dióxido de chumbo e ácido sulfúrico sobre o terminal positivo). O sulfato de chumbo é um dos poucos sulfatos pouco solúveis em água, juntamente com os sulfatos dos metais alcalinoterrosos mais pesados, tais como o sulfato de bário.

## Toxicologia
O sulfato de chumbo é tóxico por inalação, ingestão e contato com a pele. É um veneno cumulativo, e a exposição repetida pode levar a danos ao organismo, tais como anemia, problemas de visão, danos nos rins ou danos ao sistema nervoso central (principalmente em crianças). Alguns sais de chumbo podem causar problemas reprodutivos e distúrbios cardiovasculares. Também é corrosivo - contato com os olhos pode provocar irritação severa ou queimaduras. O valor limite de limiar (acima do qual a substância é prejudicial) típico é de 0,15 mg / m³.

## Mineral
O mineral de ocorrência natural anglesita, PbSO4, ocorre como um produto de oxidação do minério primário de sulfeto de chumbo, galena.

## Sulfatos básicos e ácidos do chumbo
São conhecidos vários sulfatos básicos de chumbo: PbSO4·PbO; PbSO4·2PbO; PbSO4·3PbO; PbSO4·4PbO. Eles são usados na fabricação da massa ativa das baterias de chumbo-ácido sulfúrico. Um mineral relacionado é a leadhillita, 2PbCO3·PbSO4·Pb(OH)2.
Em alta concentração de ácido sulfúrico (> 80%), forma-se o hidrogenossulfato de chumbo, Pb(HSO4)2.